# Forêt de Tartagine-Melaja
La forêt de Tartagine - Melaja est un massif forestier du nord-ouest de la Corse. Elle se situe dans le Giussani. C'est une forêt territoriale de la Collectivité territoriale de Corse.

## Géographie

### Situation

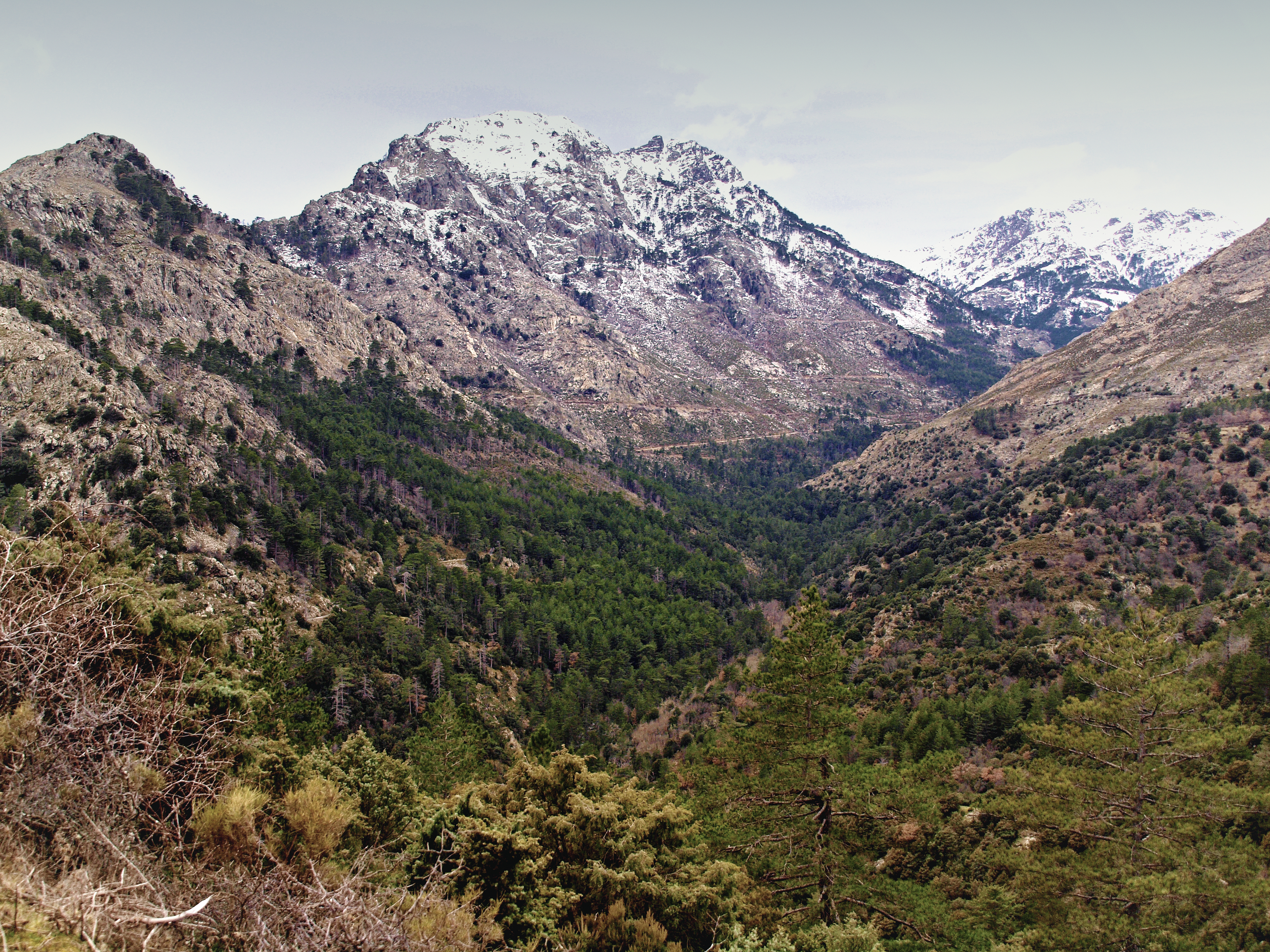
Vallée de Tartagine.

La forêt de Tartagine - Melaja ensemble territorial de 2 783 hectares, couvre la partie sud-ouest du territoire de la commune d'Olmi-Cappella et la partie nord-ouest de celui de Mausoléo, les deux communes étant dans le parc naturel régional de Corse.
Elle se situe à un kilomètre à l'est de la forêt de Bonifatu dont elle est séparée par bocca di Tartagine (1 852 m).
La forêt de Tartagine - Melaja doit son nom à la rivière Tartagine et à son affluent la rivière Melaja.

### Relief
Elle est composée de deux forêts :

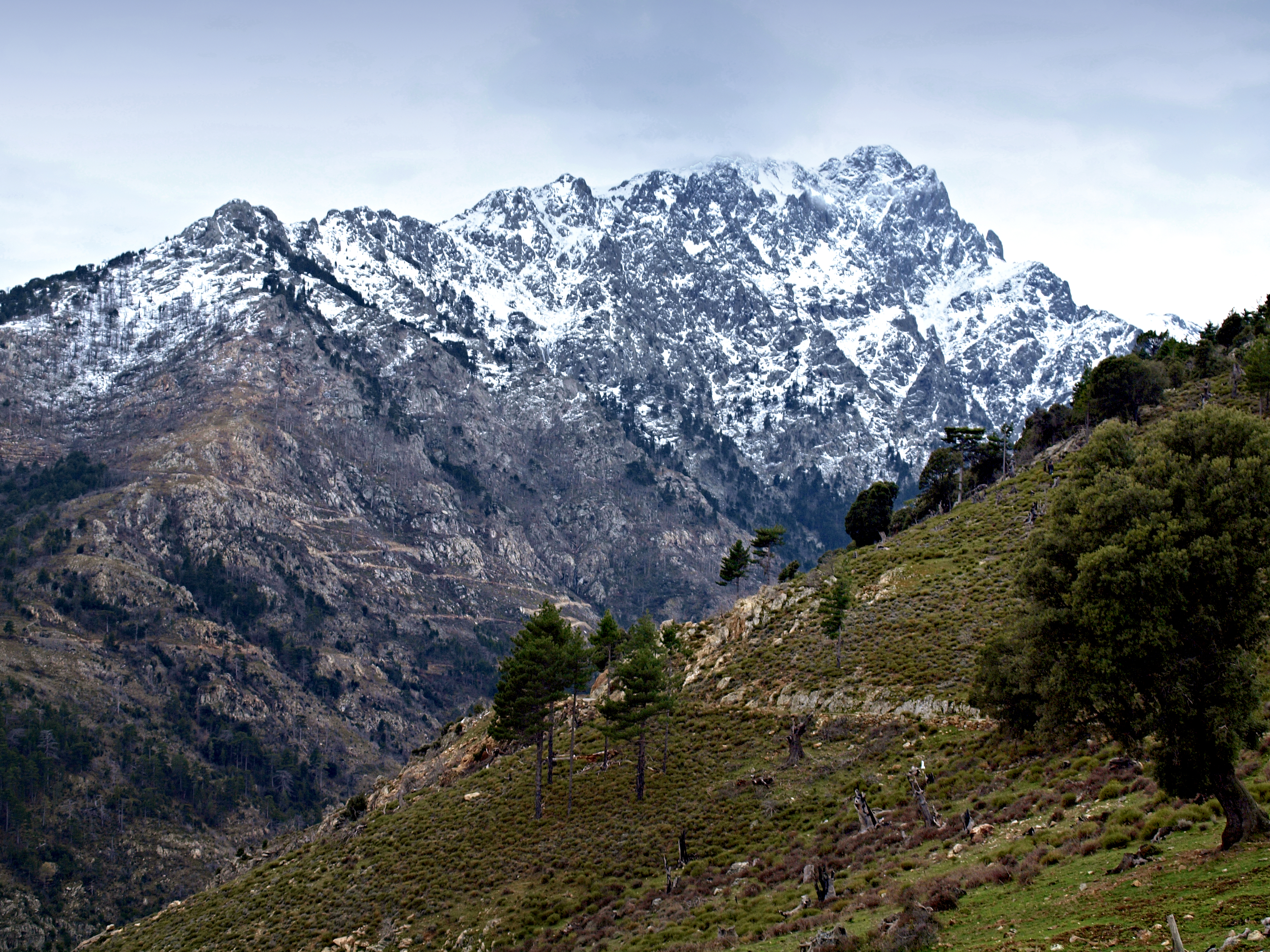
Monte Padro.

- La forêt de Melaja au nord (commune de Mausoléo). Elle occupe la  rive droite de la rivière de Mélaja, soit les flancs Nord d'une ligne de crêtes marquée par Punta di Sordali (1845 m), Cima Arbaghioni (1 734 m), Cima All'Altare (1 781 m), Cima Gallichiccia (1 279 m) et Cima Pagliaghiu (1 023 m), ce dernier étant le sommet qui domine la maison forestière de Tartagine.
- La forêt de Tartagine au sud (commune d'Olmi-Cappella). La forêt occupe la partie Sud-ouest du territoire de la commune d'Olmi-Cappella, soit un vaste cirque montagneux qui est le bassin versant de la rivière Tartagine, formé au Nord par la ligne de crête précitée qui la sépare de la forêt de Mélaja et des hauts sommets que sont Punta Radiche (2 112 m), Capu a u Dente (2 029 m), Monte Corona (2 144 m), Capu a u Corbu (2 082 m), Cima di a Statoghia (2 305 m) et Monte Padro (2 390 m).

Bocca di Tartagine (1 852 m), un col escarpé reliant les vallées de Tartagine et du Fango, était autrefois emprunté pour des activités pastorales et rurales comme la transhumance.
Les sols sont siliceux peu profonds (sols bruns acides), la roche mère étant principalement du granulite.

### Essences
Les pins maritimes à l'étage inférieur et les pins laricio jusqu'à 900 mètres d'altitude, sont les principales essences de la forêt de Tartagine.

### Accès

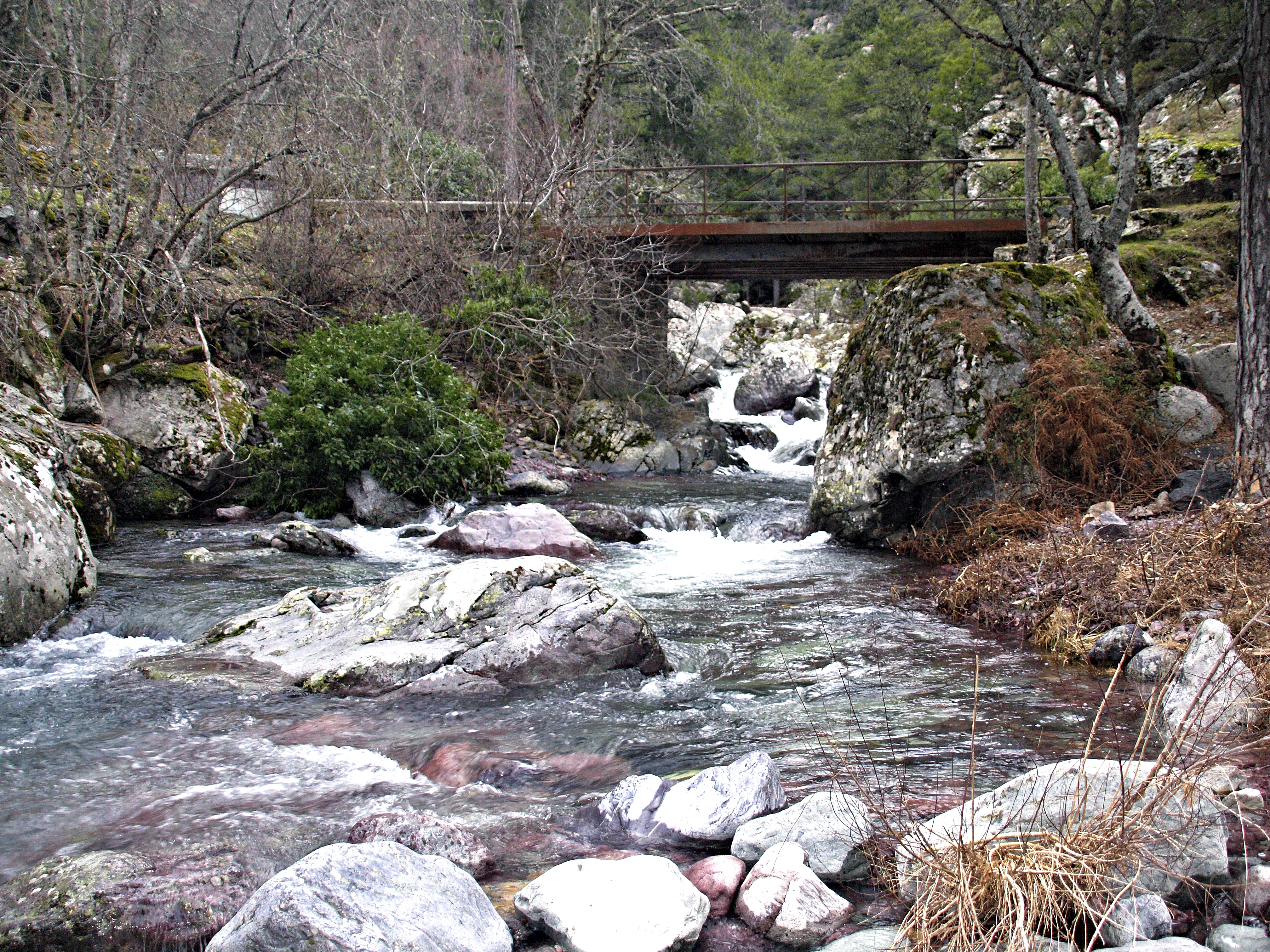
Pont de la D 963 sur la Tartagine.

Une seule route permet l'accès à la forêt de Tartagine. La D 963, qui dessert les quatre villages du Giussani, peut être empruntée à deux endroits :
- au carrefour proche du col de San Colombano sur la RN 197,
- à Speloncato en passant par le col de la Bataille[1] (1 099 m).

La D 639 se termine en cul-de-sac à la Maison forestière de Tartagine (705 m d'altitude). Elle se prolonge par une piste forestière sur laquelle la circulation et le stationnement sont réglementés.
Hormis la maison forestière, le massif n'est pas habité. Celui-ci a subi d'importants dommages lors du dernier grand incendie en septembre 2003. 1 800 ha de forêt avaient été détruits. Dès l'approche par la route, on remarque les traces encore apparentes de cet incendie sur les flancs du Monte Padro.

## Histoire
La forêt de Tartagine-Mélaja est gérée à la fois par l'ONF, par le P.N.R.C. et par l'ONC.
La Réserve de Chasse et de Faune Sauvage de Tartagine a été créée par arrêté n° 08 - 39 de la Collectivité Territoriale de Corse du 1er septembre 2008. Aussi il n'est pas rare d'y rencontrer des agents de l'Office National de la Chasse et de la Faune Sauvage.

## Patrimoine naturel

### Parc naturel régional
La forêt se trouve dans l'espace du « territoire de vie » appelé Caccia-Ghjunsani du parc naturel régional de Corse.
Elle offre de vastes possibilités de balades et de randonnées. L'ancienne maison forestière devenue privée est aujourd'hui un gîte d'étape.

### ZNIEFF
Forêts de Tartaghjine et de Milaghja
La forêt d'une superficie de 1 347 ha, est concernée par une zone naturelle d'intérêt écologique, faunistique et floristique. Elle est partagée entre les communes d'Olmi-Cappella, de Pioggiola et de Mausoléo. On y recense de nombreuses espèces déterminantes.

### Natura 2000
La forêt est un espace protégé et géré du réseau Natura 2000 :
Forêts territoriales de Corse.
Le site de la directive "Oiseaux" nommé FR9410113 - Forêts territoriales de Corse, couvre une superficie de 13 223 ha, 76 % en Haute-Corse et 24 % en Corse-du-Sud, selon l'arrêté du 26 octobre 2004. Il bénéficie d'une protection à divers titres, notamment de celles des forêts domaniales et de parc naturel régional (100 %). Les oiseaux visés sont Aquila chrysaetos, Accipiter gentilis arrigonii et Sitta whiteheadi.

### Faune et flore
La faune sauvage est remarquable comme pour sa voisine la forêt de Bonifatu. Parmi les espèces déterminantes, l'aigle royal et le gypaète barbu qui planent quelquefois au-dessus des crêtes. La sittelle corse, oiseau endémique, niche dans les pins laricio. La sittelle se reconnait car elle parcourt les troncs la tête en bas.
Le sanglier est abondant dans la forêt. En revanche, les mouflons se font plus discrets et ne fréquentent que les zones non boisées en altitude.

## Économie

### Exploitation
Dans l'antiquité, les Carthaginois (explication étymologique du mot Tartagine), les Phéniciens puis les Romains auraient exploité la forêt de Tartagine.
L'exploitation forestière, toujours active, est très ralentie en raison des difficultés d'extraction du bois mais aussi à cause des nombreux incendies qui ont détruit une partie du massif forestier.

### Dangers

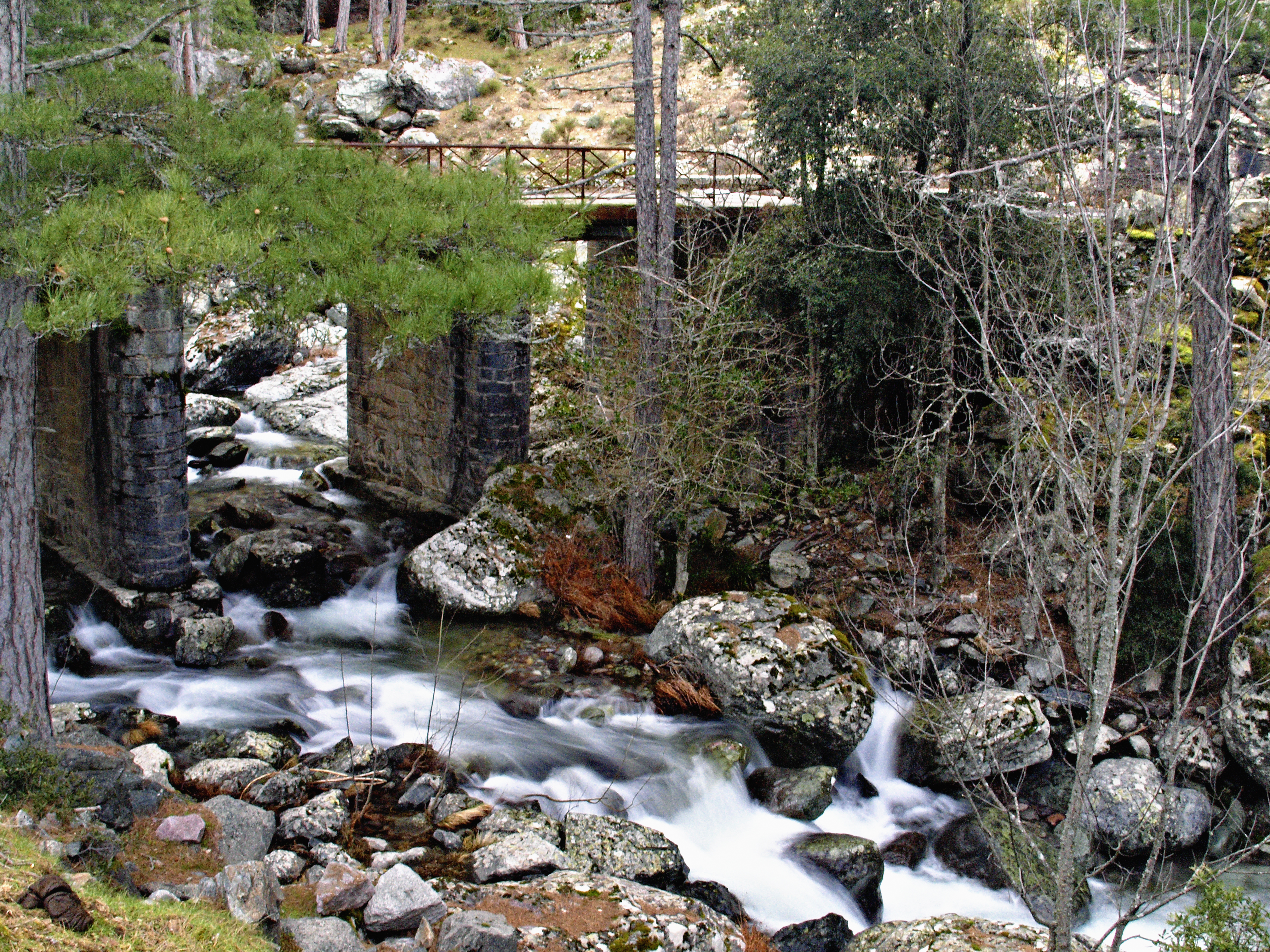
Pont de la D 963 sur la Mélaja.

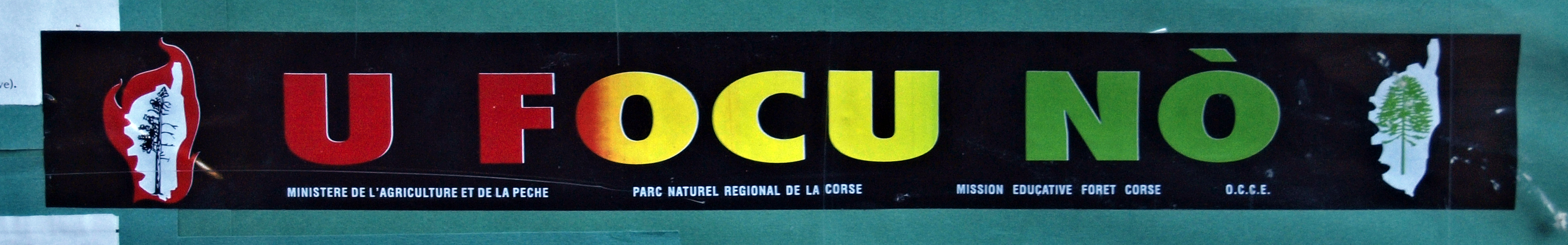

La forêt de Tartagine est un site remarquable mais une zone sensible au feu, comme toutes les forêts méditerranéennes. Tous les étés elle est placée sous haute surveillance. Des panneaux sont en place pour avertir les visiteurs et les randonneurs des dangers en forêt et en montagne, mais aussi dans les piscines naturelles des cours d'eau fréquentés par les estivants en raison de crues parfois violentes. 
Dans un passé encore récent, le massif a subi trois incendies : le gigantesque sinistre de septembre 1993, celui de novembre 1998 qui avait réduit la forêt de Mélaja à seulement 2 ou 3 hectares, et celui de septembre 2003 qui avait brûlé 1800 ha de forêt !

## Randonnées

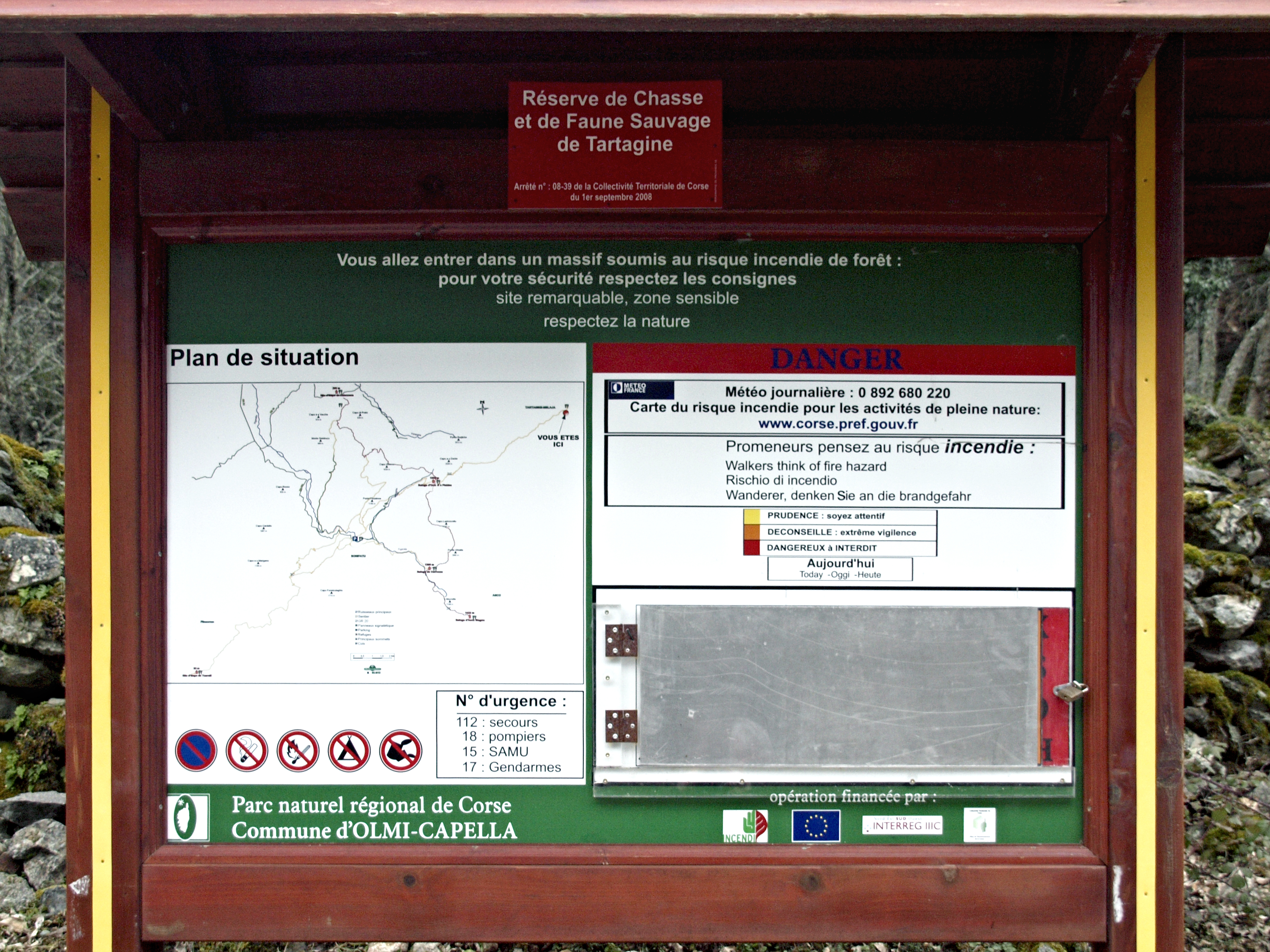
Informations à l'entrée en forêt de Tartagine.

La forêt de Tartagine est évitée par le GR 20 qui passe sur le versant occidental des Capu a u Dente et Monte Corona. Toutefois, il est possible de rejoindre le refuge de l'Ortu di u Piobbu sur le GR 20 en franchissant bocca di Tartagine (1 852 m).
D'autres possibilités sont offertes aux randonneurs dans le massif forestier. À leur intention, un plan de situation qui présente une partie du GR 20 est affiché au début de la piste avec l'emplacement des panneaux signalétiques, des refuges du P.N.R.C., du parking, le tracé des sentiers et des principaux ruisseaux.
L'ex-maison forestière de Tartagine, construite au XIXe siècle en pierres, propriété d'un particulier, a été transformée en un gîte d'étape. Celui-ci peut héberger 28 personnes dans 12 chambres.